# 虹を操る少年
『虹を操る少年』（にじをあやつるしょうねん）は東野圭吾による日本の小説。
1994年8月に実業之日本社より単行本が、1997年7月には講談社文庫版が刊行された。

## 登場人物
白河光瑠
高校生。光を操り演奏する「光楽」を普及させる。
相馬功一
暴走族グループ「マスクド・バンダリズム」のメンバー。
志野政史
高校生。クラスメイトに恋をして勉強に集中できない。
小塚輝美
中学生。家族の不和に悩んでいる。
木津玲子
謎の男・アイヅと愛人関係にある。
アイヅ
正体不明の男。
佐分利
光楽のプロモーター。

## 書籍情報
- 単行本：1944年8月、実業之日本社、ISBN 4-408-53235-5
- 文庫本：1997年7月14日発売[1]、講談社文庫、ISBN 978-4-06-263545-5